# Прапор Веселинівського району
Пра́пор Весели́нівського райо́ну — офіційний символ Веселинівського району Миколаївської області, затверджений 18 травня 2012 року рішенням № 15 «Про затвердження символіки Веселинівського району та Положення про зміст, опис та порядок використання символіки Веселинівського району» сесії Веселинівської районної ради.

## Опис
Прапор — це прямокутне полотнище із співвідношенням сторін 2:3, яке складається із трьох горизонтальних полів: білого, синього та зеленого. Кольори прапора повторюють кольори полів герба району. Співвідношення ширини зазначених смуг становить 2:1:1.
У верхньому білому полі біля древка зображення герба району без картуша, вбрання та корони. Відстань від краю прапора біля древка та віссю герба становить ¼ довжини прапора.
Зворотна сторона прапора має дзеркальне відображення.

## Символіка
Білий колір на прапорі символізує доброту, синій колір — вірність та чесність, зелений колір символізує достаток та надію.